# Zhang Ruoming
Dans ce nom chinois, le nom de famille, Zhang, précède le nom personnel.
Pour les articles homonymes, voir Zhang.
Zhang Ruoming (chinois 张若名 ; connue sous le nom de Tchang Lomine lors de son séjour en France), née le 16 janvier 1902 à Baoding (province du Hebei, Chine), morte en 1958 à Kunming (Chine), est une journaliste, enseignante et traductrice chinoise.

## Biographie
Active dans le mouvement féministe avec entre autres Deng Yingchao, Zhang est l'une des fondatrices, à Tianjin, pendant le mouvement Mouvement du 4 Mai 1919 de la Société du réveil (Juewushe) en compagnie de Zhou Enlai. Ses activités politiques lui valent six mois de prison en 1920. Elle gagne alors la France en 1921 dans le cadre du Mouvement Travail-Études. Elle devient membre du Parti communiste chinois en France, et le quitte en 1924. Elle entre à l'Institut franco-chinois de Lyon en 1927 et soutient une thèse sur André Gide à l'université de Lyon en 1930. Elle retourne  en Chine en 1931 et y enseigne la littérature française et traduit des œuvres depuis le chinois vers le français.
Zhang se suicide à Kunming en 1958, victime d'une purge frappant les intellectuels.